# Катан-Лиль (департамент)
Департамент Катан-Лиль  (исп. Departamento de Catán Lil) — департамент в Аргентине в составе провинции Неукен.
Территория — 5490 км². Население — 2155 человек. Плотность населения — 0,40 чел./км².
Административный центр — Лас-Колорадас.

## География
Департамент граничит:
- на севере — с департаментом Пикунчес
- на северо-востоке — с департаментом Сапала
- на востоке — с департаментом Пикун-Леуфу
- на юге — с департаментом Кольон-Кура
- на западе — с департаментами Алумине, Уиличес

## Демография
По данным Национального института статистики и переписи населения в Аргентине на 2010 год численность жителей департамента была 2155 против 2469 человек в 2001 году, что составило убыль на 12,7%.

## Административное деление
Департамент включает 2 муниципалитета:
- Лас-Колорадас
- Пило-Лиль

## Важнейшие населенные пункты[3]
| № | Населённый пункт | Населённый пункт (исп.) | Категория | Население чел. (2010) | На карте                        |
| - | ---------------- | ----------------------- | --------- | --------------------- | ------------------------------- |
| 1 | Лас-Колорадас    | Las Coloradas           | поселок   | 873                   | 39°33′22″ ю. ш. 70°35′40″ з. д. |

## Общины
- Чакайко-Сур
- Охо-де-Агуа
- Лас-Кортадерас
- Фортин 1. мая
- Эль-Маручо
- Пило-Лиль
- Катан-Лиль